# Bussières-et-Pruns
Bussières-et-Pruns település Franciaországban, Puy-de-Dôme megyében. Lakosainak száma 504 fő (2022. január 1.). Bussières-et-Pruns Aigueperse, Aubiat, Effiat, Montpensier, Saint-Clément-de-Régnat és Thuret községekkel határos.

## Népesség
A település népességének változása:
| Lakosok száma | 432  | 436  | 444  | 450  | 457  | 469  | 481  | 492  | 504  |
|               | 2013 | 2015 | 2016 | 2017 | 2018 | 2019 | 2020 | 2021 | 2022 |